# Callopistria flabellum
Callopistria flabellum là một loài bướm đêm trong họ Noctuidae.